# Lars Fagerström
Lars Elis Fagerström, född 21 september 1910 i Långsele församling i Västernorrlands län, död 11 oktober 1989 i Boden i Överluleå församling i Norrbottens län, var en svensk chefredaktör och riksdagsman (socialdemokrat). Han var son till jordbrukare J. A. Fagerström och Margret Fagerström, född Brännlund. 
Fagerström gick på Brunnsviks folkshögskola 1932–1933, LO-skolan 1934 och var medarbetare på tidningen Nya Norrland 1938–1941, Nya Samhället 1941–1944, chefredaktör Västgöta-Demokraten i Borås 1944–1954, dito på Örebrokuriren 1954–1956 samt redaktör och ansvarig utgivare på Norrländska Socialdemokraten från 1956. Som riksdagsman var han ledamot av första kammaren 1960–1961, invald i Älvsborgs läns valkrets. 
Lars Fagerström var 1938–1976 gift med Alva Zetterberg (1913–2007) och sedan till 1982 med Gerd Fagerström (född 1937). Han är far till Mats Fagerström (född 1938) och Pär Fagerström (född 1943), som båda verkat i mediebranschen, samt tvillingarna Rachel och Lars Olof Fagerström (födda 1950). Han är också farfar till Anna Fagerström.